# Luis Carlos Sarmiento
Luis Carlos Sarmiento Angulo, né le 27 janvier 1933 à Bogota, est un banquier, entrepreneur et constructeur colombien. Il est le troisième homme le plus riche de Colombie, avec un patrimoine net de 7,2 milliards de dollars US, en date d’avril 2024, provenant du conglomérat bancaire Grupo Aval, dont il est l’actionnaire majoritaire et président.

## Parcours
Il a obtenu son diplôme de bachelier du Colegio Nacional de San Bartolomé.
La carrière de Sarmiento a débuté dans les années 1950. Après avoir connu le succès dans l’industrie de la construction, Sarmiento investit une grande partie de ses bénéfices dans des banques et des entreprises de services financiers, avec lesquelles il fonda le Grupo Aval en tant que holding pour regrouper ses intérêts bancaires, de télécommunications et immobiliers.
En 2000, le Grupo Aval possédait environ 22 % des actifs bancaires locaux, soit près du maximum autorisé par la loi. Sous sa direction, le Grupo Aval a survécu à la crise de 1999.
En 2012, il a acheté la Casa Editorial El Tiempo avec son principal média, le quotidien El Tiempo, le journal ayant la plus grande diffusion en Colombie.

## Controverses
Le Grupo Aval de Luis Carlos Sarmiento Angulo a été impliqué dans le scandale Odebrecht en Colombie par l’intermédiaire de sa filiale Corficolombiana. En août 2023, il a été révélé que la justice des États-Unis avait infligé une amende de 80 millions de dollars au Grupo Aval, qui a admis avoir participé à un réseau de pots-de-vin pour obtenir des avantages dans la concession de l’ouvrage La Ruta del Sol II, dans laquelle il était associé à Odebrecht. Certains médias indépendants comme La Silla Vacía ont souligné que le journal El Tiempo, propriété de Sarmiento, a cherché à minimiser la sanction et à la présenter comme une absolution.